# جورج إيد باتلر
جورج إيد باتلر (بالإنجليزية: George Ide Butler)‏ هو قس أمريكي، ولد في 12 نوفمبر 1834 في واتربوري في الولايات المتحدة، وتوفي في 25 يوليو 1918 في هيلدسبورغ في الولايات المتحدة.